# True Norwegian Black Metal
True Norwegian Black Metal es una película documental de 2007, dividida en 5 partes y producida por VBS y VICE. El documental trata sobre muchos aspectos de la vida cotidiana del cantante de black metal, Gaahl conocido por su trabajo en Gorgoroth y Trelldom. La película se encuentra filmada en enero de 2007, en un período de 10 días, en varias ciudades de Noruega, incluyendo Bergen, Oslo, Espedal y Dale. El documental está filmado por el representante de Vice-Scandinavia, Ivar Berglin, quién también se encarga de la traducción.

## Críticas
El documental fue criticado por presentar información errónea, así como de ser los creadores de la falsa creencia de que Gaahl, habiendo pasado gran parte de su niñez en Espedal Valley (falsamente anunciada como un pueblo), continúa pasando gran parte de su tiempo excluido, cuando en realidad vive en un edificio de Bergen, a menudo socializando en bares.
Además, en el documental se comenta que Terrorizer Magazine nombró a Gaahl como el 'hombre vivo más malo', siendo esta una mentira, ya que en realidad estos dijeron 'es el más malo del metal?' en la tapa de la revista.
El propio Gaahl describió que la historia de su permanencia en la escuela y el compañero que se había suicidado eran 'cinco diferentes historias, mezcladas en una falsa historia', llegando a la conclusión que el productor Rob Semmer había mezclado incorrectamente muchas anécdotas. El documental también habla de una pequeña cabaña en la cima de una montaña que dice ser la casa de sus abuelos, cuando en realidad esta era sólo una cabaña de caza. Esto se atribuye a un error de traducción.